# Zapadynci (przystanek kolejowy)
Zapadynci (ukr. Западинці) – przystanek kolejowy w rejonie chmielnickim, w obwodzie chmielnickim, na Ukrainie. Położony jest na linii Szepetówka – Chmielnicki, w oddaleniu od osad ludzkich. Najbliższą miejscowością są Zapadynci.
W okresie międzywojennym istniała w tym miejscu mijanka.